# Седервалль, Петер
Бенгт Пе́тер Се́дервалль (швед. Bengt Peter Cederwall; род. 26 июня 1954) — шведский кёрлингист.
В составе мужской сборной команды Швеции участник чемпионата мира 1989 (стали бронзовыми призёрами).

## Достижения
- Чемпионат мира по кёрлингу среди мужчин: бронза (1989)

## Команды
| Сезон   | Четвёртый     | Третий         | Второй     | Первый          | Запасной         | Турниры |
| ------- | ------------- | -------------- | ---------- | --------------- | ---------------- | ------- |
| 1988—89 | Томас Норгрен | Ян-Улов Нессен | Андерс Лёф | Микаэль Юнгберг | Петер Седервалль | ЧМ 1989 |

(скипы выделены полужирным шрифтом)

## Частная жизнь
Его отец — шведский кёрлингист Бенгт Седервалль, он играл в мужской сборной Швеции на чемпионате мира 1976.